# Мезопланета

Порівняння розмірів Місяця, Тритона (супутник Нептуна) і кількох найбільших малих планет, у тому числі мезопланет.

Мезопланета — термін, що його придумав Айзек Азімов для позначення планетних тіл, які за розміром менші ніж Меркурій, але більші ніж Церера.
Якщо визначати величину лінійними вимірами або об'ємом, мезопланети повинні бути від 1000 до 5000 км в діаметрі. Під цю класифікацію потрапляють Ерида, Плутон, Макемаке, Хаумеа,  Седна,  Орк і Квавар. До них також можна буде віднести такі об'єкти як  Варуна, якщо їх розміри виявляться ближче до верхньої межі поточних оцінок.
Термін «мезопланета» першим використав Азімов у статті «Що в імені?», вперше опублікованій наприкінці 1980-х у  «Лос-Анджелес таймс», і 1991 року передрукованій в його книзі «Нові можливості». У статті Азімов відзначив, що в  Сонячній системі є велика кількість планетних тіл (на відміну від Сонця і  супутників планет), і заявив, що будь-яка вибрана межа між основними і малими планетами довільна. Азімов потім вказав, що існує великий розрив у розмірах між Меркурієм, найменшим тілом, яке вважалося безсумнівно представником основних планет, і Церерою, найбільшим тілом, яке вважалося безсумнівно представником  малих планет.
Тільки одне планетне тіло з відомих у той час, Плутон, потрапляє в цей інтервал. Замість того щоб довільним чином віднести Плутон до числа основних або малих планет, Азімов запропонував будь-які планетні тіла, які за розміром займають проміжне положення між Меркурієм і Церерою, іменувати мезопланетами (дав.-гр. μέσος — середній, проміжний).
Від 2000 р. було відкрито кілька  транснептунових об'єктів, за розміром менших від Меркурія, але більших за Цереру. Це підкріплює аргументи на користь особливої категорії небесних тіл, таких як мезопланети.
В 2006 р. Міжнародний астрономічний союз прийняв визначення для категорії  карликових планет, до якої увійшли Церера, Плутон, Ерида, а пізніше Макемаке і Гаумеа.
Термін Азімова не слід плутати з терміном «мезопланета» як класу життєпридатності планети.